# هروه آلیکارت
هروه آلیکارت (انگلیسی: Hervé Alicarte؛ زادهٔ ۷ اکتبر ۱۹۷۴) بازیکن فوتبال اهل فرانسه است.
از باشگاه‌هایی که در آن بازی کرده‌است می‌توان به باشگاه فوتبال سروت ۱۸۹۰، باشگاه فوتبال نیم المپیک، باشگاه فوتبال بوردو، باشگاه ورزشی مون‌پلیه، باشگاه فوتبال آژاکسیو، و باشگاه فوتبال تولوز اشاره کرد.